# Masdevallia priscillana
Masdevallia priscillana är en orkidéart som beskrevs av Carlyle August Luer och V.N.M.Rao. Masdevallia priscillana ingår i släktet Masdevallia och familjen orkidéer. Inga underarter finns listade i Catalogue of Life.